# Bolbitis media
Bolbitis media là một loài thực vật có mạch trong họ Lomariopsidaceae. Loài này được Ching & C.H. Wang mô tả khoa học đầu tiên năm 1983.